# ベルジアン・シェパード・ドッグ・ラケノア
ベルジアン・シェパード・ドッグ・ラケノア（英：Belgian Shephrd Dog Laekenois）とは、
ベルギー原産の牧羊犬種である。ベルジアン・シェパード・ドッグの愛好家などからは単にラケノアと呼ばれることもある。

## 歴史
もともとはベルジアン・シェパード・ドッグ・グローネンダール、ベルジアン・シェパード・ドッグ・タービュレン、ベルジアン・シェパード・ドッグ・マリノアと同一犬種と見られ、ベルジアン・シェパード・ドッグとして一からげにまとめられていた。19世紀になるとこれらの主な使役であった牧羊が機械化されてしまったことにより仕事が減り、絶滅の危機に瀕してしまった。そのため、これらを研究・保護するためのプロジェクトが発足し、ベルギー国内のどの地域に何頭のベルジアン・シェパード・ドッグが生き残っているか調査が行われた。
この調査の目的はスタンダードの確立・統一を図ることではあったが、地域ごとと4タイプに分化していて、それぞれがはっきりと犬種として認識できるほどの特徴を備えていたため、それぞれ別の犬種クラブが立てられてブリーディングが行われるようになった。
ラケノアはレーケンセ（英：Leakense）地方原産のベルジアン・シェパード・ドッグで、主に羊の誘導をする牧羊犬として使われていた。コートの耐久性はベルジアン・シェパード・ドッグの中で最も高く、雨風や雪、砂嵐、薮、更には野犬の牙をしのぐことが出来るほど丈夫である。警戒心がやや強めであるのは、副業として羊を泥棒や野犬から守る護畜犬として使われていたことの名残りである。
ラケノアはもとより希少種で、ベルジアン・シェパード・ドッグのなかで最も頭数が少ない犬種でもある。現在多くはショードッグとして飼育されていて、実用犬やペットとして飼われているものは稀である。原産地よりもオランダで多く飼育されている犬種で、世界中のラケノアの90%はそこで飼われている。その他の国では非常に珍しい。日本でもかなり珍しい犬種の一つで、他のベルジアン・シェパード・ドッグは毎年度国内登録があるが、ラケノアは数年に1回しか登録が行われない。2007年度の国内登録頭数順位は144位中139位で、2009年度は国内登録が行われなかった。

## 特徴
ちょっと変わったコートを持つベルジアン・シェパード・ドッグである。コートは巻き毛のワイアーコートで、毛色はフォーンで顔にブラックマスクがあるものも多い。マズルと脚は長く、体は筋肉質で引き締まっている。耳は立ち耳、尾はふさふさしたサーベル形の垂れ尾。尾にもくるくるした飾り毛が生えている。体高56〜66cm、体重27.5〜28.5kgの大型犬で、性格は明るく大人しく、忍耐力があるがやや警戒心が強い。しつけの飲み込みと状況判断力が良く、子供や他の犬と仲良くすることも出来る。身体能力が高く、運動量は多めである。